# San Pablo (provincie)
San Pablo is een provincie in de regio Cajamarca in Peru. De provincie heeft een oppervlakte van 672 km² en telt 23.298 inwoners (2015). De hoofdplaats van de provincie is het district San Pablo.

## Bestuurlijke indeling
De provincie San Pablo is verdeeld in vier districten, UBIGEO tussen haakjes:
- (061202) San Bernardino
- (061203) San Luis
- (061201) San Pablo, hoofdplaats van de provincie
- (061204) Tumbaden

Cajabamba · Cajamarca · Celendín · Chota · Contumazá · Cutervo · Hualgayoc · Jaén · San Ignacio · San Marcos · San Miguel · San Pablo · Santa Cruz